# 西村祐美
西村 祐美（にしむら・ゆみ、1976年3月30日-）は日本のフリーアナウンサー。

## 人物
兵庫県出身。帝塚山学院大学卒業。フリーランスでの活動を経て2007年7月にテレビ愛媛（当時・愛媛放送）の局アナウンサーとして入社。2008年6月に退社後一度地元に戻って関西地区でフリーアナをしたのち、上京。現在は関東を拠点にフリーアナ・朗読の活動などを行う。所属はジョイスタッフ、TCP（業務提携）と変わっている。

## 主な出演
- テレチュー2.5h（テレビ愛媛時代）
- ニッポン放送ショウアップナイター（スタジオ担当）
- サンデースクランブルレポーター
- インストルメンタル・ジャーニーDJ
- 日テレプラス プロ野球中継 楽天イーグルス HEAT! LIVEリポーター
- ワンダーJAPAN TV ナレーター（#14～#26・軍艦島SPECIAL）